# Toutón
Toutón es una parroquia que pertenece al ayuntamiento de Mondariz, en la provincia de Pontevedra y comunidad autónoma de Galicia, en España.

## División administrativa
Toutón está formado por varios barrios, que son: Lordelo, Aboal, Festín, Portacurbo y Casco, que es el centro.

## Patrimonio y vida
Tiene una iglesia parroquial que data del año 1711 situada en el barrio central, Casco, y una capilla situada en Festín. Toutón celebra una festividad en honor a Santa Marta el 29 de julio y en Festín el 24 de junio en honor a San Juan do Xisto.